# I’m Looking Over a Four Leaf Clover
I’m Looking Over a Four Leaf Clover (That I Overlooked Before) ist ein Lied, das Harry MacGregor Woods (Musik) und Mort Dixon (Text) verfassten und 1927 veröffentlichten.

## Hintergrund
I’m Looking Over a Four Leaf Clover gilt als typischer Tin Pan Alley Song,  der in den Vereinigten Staaten durch die Versionen von Nick Lucas, Ben Bernie sowie durch Auftritte von Entertainern wie Al Jolson und Eddie Cantor populär war.  Die Verse des in einem altmodischen Stil geschriebenen Lieds (Form ABAC) sind in G-Dur, der Refrain in B-Dur.

## Erste Aufnahmen und spätere Coverversionen
In den Vereinigten Staaten waren Nick Lucas (#2), Ben Bernie (#3) und Jean Goldkette (#10, mit Billy Murray) mit ihren Aufnahmen des Songs erfolgreich; zu den weiteren Musikern, die den Song ab 1927 coverten, gehörten Brad Gowans, Sam Lanin, in England Jack Hylton. Um 1948 erlebte der Song ein Comeback, als er u. a. von Russ Morgan (mit The Ames Brothers), Harry James, Kid Ory und den Revellers (Electrola 596), in Europa von Simon Brehm und Buddy Bertinat gecovert wurde. Art Mooneys Orchester hatte mit I’m Looking Over a Four Leaf Clover 1948 in den USA einen Nummer-eins-Hit. Der Titel gehörte zu den Liedern, die das Lebensgefühl der Nachkriegszeit ansprachen; „der Krieg war zu Ende und jeder hielt nach dem vierblättrigen Kleeblatt Ausschau, das ihm bessere Zeiten versprach“.
Der Diskograf Tom Lord listet im Bereich des Jazz insgesamt 71 (Stand 2015) Coverversionen, u. a. von  Chris Barber, Gustav Brom, der Dutch Swing College Band, Pete Fountain, Tiny Hill, Art Hodes, Ove Lind, Sammy Rimington, Lalo Schifrin und  Lou Stein. Al Jolson sang I’m Looking Over a Four Leaf Clover als Gesangsdouble für Larry Parks in dem Film Jolson Sings Again (1953), Danny Thomas interpretierte den Song im Remake (1953) von The Jazz Singer. In späteren Jahren wurde der Song ein Standard für Banjospieler und improvisierte Singalong-Sessions.